# 木下正道
木下 正道（きのした まさみち、1969年 - ）は、福井県大野市生まれの作曲家。

## 略歴
中学、高校時代はハードロックやヘヴィメタルバンドで活動。作曲は独学で学ぶ。東京学芸大学で音楽を学ぶ傍ら、フリージャズやアメリカ実験音楽を範とする集団即興も試みる。その後、コミックバンドへ転向するなど、独自の多彩な活動を展開する一方で、2001年度武満徹作曲賞選外佳作、平成14年度文化庁舞台芸術創作奨励賞佳作、2003年度現音作曲新人賞入選を果たすなど、現代音楽シーンにおいても高い評価を得ている。

## 作風
比較的ソフトな音色を堆積させるのが得意であり、オーケストラ曲ではチューバから全ての音色が立ち上がってくるような錯覚を与える。近年では厳格な音選択にも興味を持っており弦楽三重奏のELIでは各楽器にあらかじめピッチが宛がわれ、ほとんどの瞬間で禁欲的に緩やかな反復が行われるのみである一方、バンド活動では弱音などもってのほかという態度で音素材の編集が行われており、現時点では各メディアごとに違った様式で成熟するのを由としている。

## 作品
水の記憶を失った海の子供たち I
- リコーダーと尺八のための作品。

双子素数 I(2011)
- 低音デュオによる委嘱作品。編成：バリトン1、チューバ1。テキストは百人一首から三番歌、十一番歌、三十九番歌、五十九番歌、七十一番歌を使用。

書物との絆1(2011)
- 女声合唱暁による委嘱作品。

石をつむ II(2011)
- バリトン無伴奏独唱曲。松平敬のCD「うたかた」に収録されている。

水の記憶を失った海の子どもたちⅡ(2012)
- タンブッコパーカッションアンサンブルによる委嘱作品。

書物との絆II(2012)
- 12声のヴォーカルアンサンブルのための作品。

書物との絆Ⅲ(2012)
- 混声合唱とピアノのための作品。2012年12月23日、成蹊大学混声合唱団第48回定期演奏会(指揮：西川竜太)で初演。

双子素数I-b(2013)
- 低音デュオによる委嘱作品。編成：バリトン1、チューバ1。双子素数 I(2011)で使用しなかった二つの短歌に作曲。テキストは百人一首から四十一番歌、十七番歌を使用。

灰の上の眠り VII(2013)
- 2013年6月3日、愛知県名古屋市・スタジオハルにて初演。編成：トランペット1、ヴァイオリン1、コントラバス1、ピアノ1。

ellipse I(2013)
- ピアノ独奏曲。2013年6月8日、両国門天ホールで初演。

水の記憶を失った海の子供たち IV(2013)
- 2台のハープのための作品。2013年12月8日、ファルファーレ (松村多嘉代、衣里・ハープのデュオ)により初演。

眠ること、鳥が滑空するように VII
- 2014年4月6日、東京私的演奏協会により初演。編成：リコーダー1、チューバ1、ギター1。